# モスクワ (駆逐艦)
モスクワ (Москва) はソ連海軍の嚮導駆逐艦。レニングラード級（1型）。

## 艦歴
1932年10月29日にニコラエフの第198造船所で起工。1934年10月30日に進水。艤装後、完成させるためセヴァストポリの第201造船所へ曳航された。1938年4月6日に行われた公試では43.57ノットを発揮した。就役は1938年8月10日とされ、その3日前に「モスクワ」は黒海艦隊のthe 3rd Division of the Light Forces Detachmentに編入されている。最終的に艦が受領されたのは1938年11月10日である。
「モスクワ」はトルコの大統領ムスタファ・ケマル・アタテュルクの葬儀に参列するため11月16日にイスタンブールへ向けて出発し、3日後に到着した。トルコでは士官と水兵40人が花輪をささげるためアンカラに赴いた。11月25日に「モスクワ」はイスタンブールを離れ、3日後にセヴァストポリに戻った。1939年10月19から20日に「モスクワ」はトルコの外務大臣シュクリュ・サラジオウルをイスタンブールまで運び、駆逐艦「Besposhchadny」とともに10月23日まで同地に滞在した。

### 第二次世界大戦
独ソ戦開始後、黒海のソ連海軍はコンスタンツァ襲撃を行った。目的はコンスタンツァの威力偵察とガソリン、石油の備蓄の破壊であった。当初は駆逐艦「ハリコフ」、「Soobrazitelny」、「Smyshleny」による艦砲射撃を「モスクワ」と巡洋艦「ヴォロシロフ」が掩護するというものであったが、計画変更により出撃開始後に港に戻るよう命じられ、「モスクワ」と「ハリコフ」が砲撃、他が支援というように変更され、「モスクワ」と「ハリコフ」は1941年6月25日20時10分にセヴァストポリ湾から出撃した。
6月26日早朝、「モスクワ」と「ハリコフ」はコンスタンツァ周辺を砲撃した。2隻は10分間で130㎜砲弾350発を発射し、弾薬列車を爆発させたり港湾施設に被害を与えた。2隻はルーマニア駆逐艦「レジーナ・マリーア」、「マラシュティ」からの砲撃を受け、「モスクワ」は被弾して主檣が倒れた。次いで、「モスクワ」は艦の下で起こった爆発により分断されて沈没した。ドイツの水上機He 50とルーマニアの魚雷艇2隻により250名の内士官7名を含む69名が救助された。
「モスクワ」喪失の原因は機雷であろうが、ソ連潜水艦の攻撃によるものかもしれない。Rohwerはソ連潜水艦「Shch-206」の攻撃によるとしているが、Hervieuxは、最新の冷戦後の情報によれば同潜水艦は「ハリコフ」と「Soobrazitelnyy」を攻撃したが外れた、と書いている。潜水艦「SCH-206」が「モスクワ」に対して魚雷2本を発射したが外れ、その後「ハリコフ」に沈められた、とも。
2011年、「モスクワ」はコンスタンツァから20㎞の深さ40mの場所でルーマニアのダイバーによって発見された。